# Rallye de l'Acropole 1986
Le Rallye de l'Acropole 1986 (33e Rallye Acropolis), disputé du 2 au 5 juin 1986, est la cent-cinquante-troisième du championnat du monde des rallyes (WRC) courue depuis 1973, et la sixième manche du championnat du monde des rallyes 1986.

## Contexte avant la course

### Le championnat du monde
Ayant succédé en 1973 au championnat international des marques (en vigueur de 1970 à 1972), le championnat du monde des rallyes comprend généralement une douzaine manches, comprenant les plus célèbres épreuves routières internationales, telles le Rallye Monte-Carlo, le Safari ou le RAC Rally. Depuis 1979, le championnat des constructeurs a été doublé d'un championnat pilotes, ce dernier remplaçant l'éphémère Coupe des conducteurs, organisée à seulement deux reprises en 1977 et 1978. Le calendrier 1986 intègre treize manches pour l'attribution du titre de champion du monde des pilotes mais seulement onze sélectives pour le championnat des marques (le Rallye de Côte d'Ivoire et le Rallye Olympus en étant exclus). Les épreuves sont réservées aux catégories suivantes :
- Groupe N : voitures de grande production de série, ayant au minimum quatre places, fabriquées à au moins 5000 exemplaires en douze mois consécutifs ; modifications très limitées par rapport au modèle de série (bougies, amortisseurs).
- Groupe A : voitures de tourisme de grande production, fabriquées à au moins 5000 exemplaires en douze mois consécutifs, avec possibilité de modifications des pièces d'origine ; poids minimum fonction de la cylindrée.
- Groupe B : voitures de grand tourisme, fabriquées à au moins 200 exemplaires en douze mois consécutifs, avec possibilité de modifications des pièces d'origine (extension d'homologation portant sur 5% de la production[2]).

Avec la participation de nombreux grands constructeurs, la saison 1986 s'annonçait particulièrement prometteuse avant qu'une série d'accidents ne vienne bouleverser son bon déroulement. Si le spectacle offert par des machines dont la puissance avoisine les 500 chevaux est remarquable, les vitesses atteintes sur asphalte entraînent de sérieux problèmes de sécurité, particulièrement dans les zones concentrant une bonne partie du public. Si les deux premières épreuves de l'année s'étaient déroulées sans incident notable, la sortie de route de Joaquim Santos au cours de la première étape du Rallye du Portugal a mis en évidence les risques encourus par les équipages et par les spectateurs dans les zones rapides, trois personnes ayant alors perdu la vie, fauchées par la voiture en perdition, une trentaine d'autres ayant été blessés dans cet accident qui avait fortement marqué les pilotes professionnels et entraîné leur retrait de la course. Le mois suivant, la mort d'un spectateur lors du Safari, causée par une défaillance mécanique survenue sur la Volkswagen de Kenneth Eriksson ayant entraîné une sortie de route, ne pouvait certes pas être imputée à l'escalade de puissance touchant les voitures du groupe B mais avait cependant accru la tension entre pilotes et instances officielle de la Fédération internationale du sport automobile. Disputé dans une ambiance explosive, les organisateurs ayant ignoré les demandes des équipages de réduire la distance des secteurs chronométrés jugés trop éprouvants ou trop dangereux, le Tour de Corse fut le théâtre d'un nouveau drame, la violente sortie de route d'Henri Toivonen dans un passage délicat étant fatale au jeune pilote finlandais et à son copilote Sergio Cresto. La disparition de l'équipage vedette de la Scuderia Lancia eut pour conséquence immédiate l'interdiction des voitures du Groupe B à compter du 1er janvier 1987 et l'annulation du futur Groupe S. Les décisions radicales prises par les autorités officielles sont loin d'avoir fait l'unanimité parmi les principaux intéressés et une vingtaine de pilotes ont signé un communiqué, distribué à la presse avant le départ, précisant les mesures qu'ils souhaitaient voir appliquées pour les années suivantes, demandant notamment à la FISA de rétablir le Groupe S. C'est dans ce contexte tendu que va se dérouler la suite du championnat du monde.

#### Principaux points du communiqué commun des pilotes
Les pilotes supportent totalement les efforts de la FISA pour contrôler la sécurité de spectateurs et des pilotes. Ils pensent cependant que les propositions faites seront insuffisantes et demandent que soient réévalués les points suivants :
1. utilisation des turbos
2. risques d'incendie
3. suspension, direction et freins
4. interdiction des pneus lisses
5. introduction d'un groupe S avec moteur atmosphérique d'une puissance maximale de 300 chevaux
6. interdiction des matériaux inflammables
7. imposition d'un crash test

### L'épreuve
Créé en 1953 alors que le réseau routier grec ne comprenait que des chemins rocailleux, le Rallye de l'Acropole est rapidement devenu une référence parmi les épreuves sur terre. Dès 1958, il fut intégré au calendrier du championnat d'Europe des rallyes, puis à celui du championnat du monde à partir de 1973. Malgré l'évolution du réseau routier local, son parcours est resté spécifique, empruntant en majorité des pistes très éprouvantes pour les mécaniques et les équipages. Vainqueur à trois reprises entre 1975 et 1983, Walter Röhrl est le pilote le plus titré en Grèce.

## Le parcours
- départ : 2 juin 1986 d'Athènes

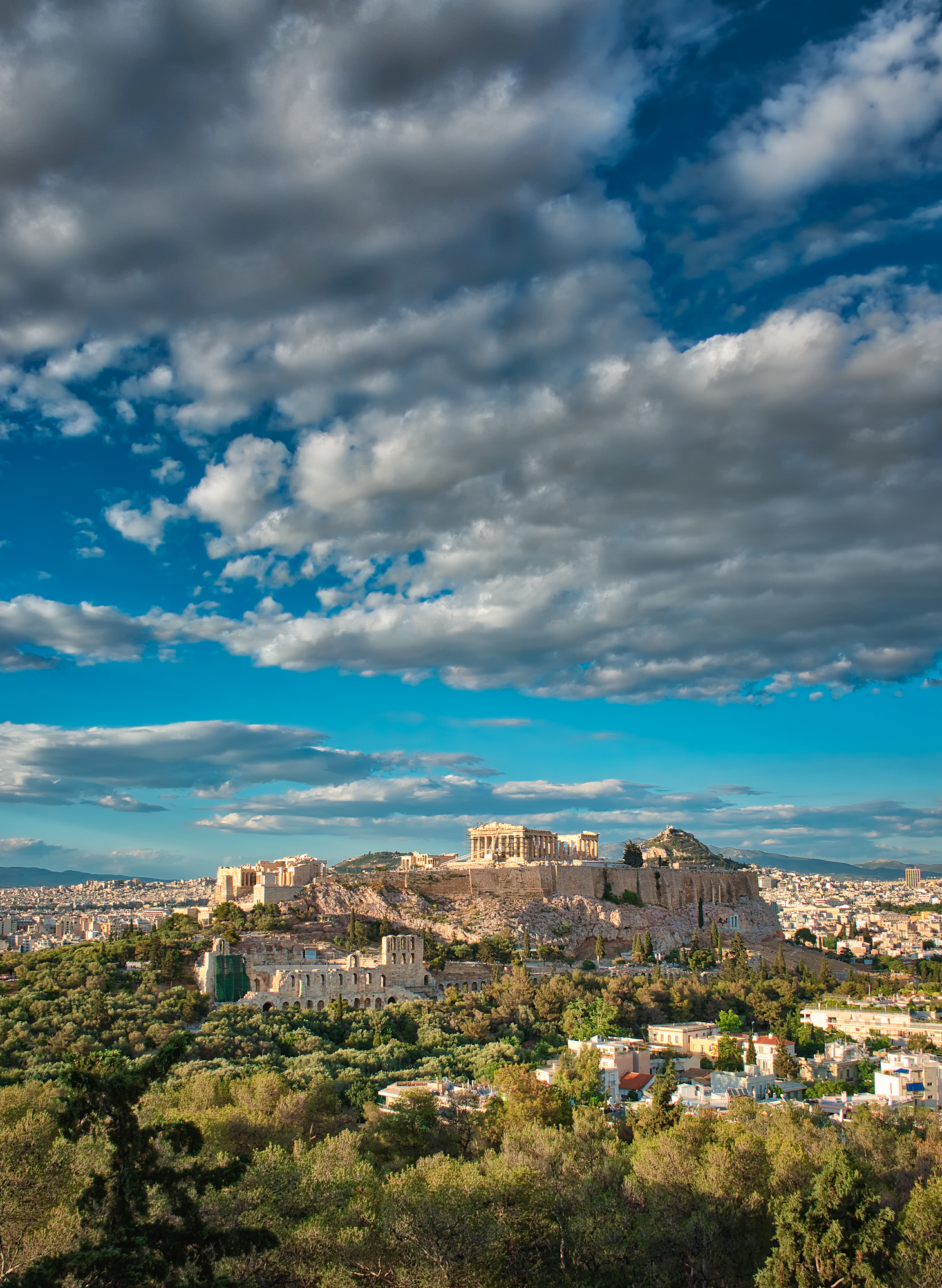
Athènes, ville départ et arrivée du rallye de l'Acropole.

- arrivée : 5 juin 1986 à Athènes (l'arrivée effective a lieu le 4 juin, mais la remise des prix est organisée le 5)
- distance : 1909 km, dont 574,13 sur 38 épreuves spéciales (46 épreuves initialement prévues pour un total de 723,40 km[6])
- surface des épreuves spéciales : terre
- Parcours divisé en trois étapes[7]

### Première étape
- Athènes - Thèbes - Lagonissi, le 2 juin
- 450 km dont 108,10 sur 7 épreuves spéciales

### Deuxième étape
- Lagonissi - Thèbes - Itéa - Lidoríki - Kaména Voúrla, le 3 juin
- 759 km dont 180,07 sur 14 épreuves spéciales (20 épreuves initialement prévues)

### Troisième étape
- Kaména Voúrla - Lamia - Lidoríki - Itéa - Thèbes - Athènes, le 4 juin
- 700 km dont 285,96 sur 17 épreuves spéciales (19 épreuves initialement prévues)

## Les forces en présence
- Peugeot

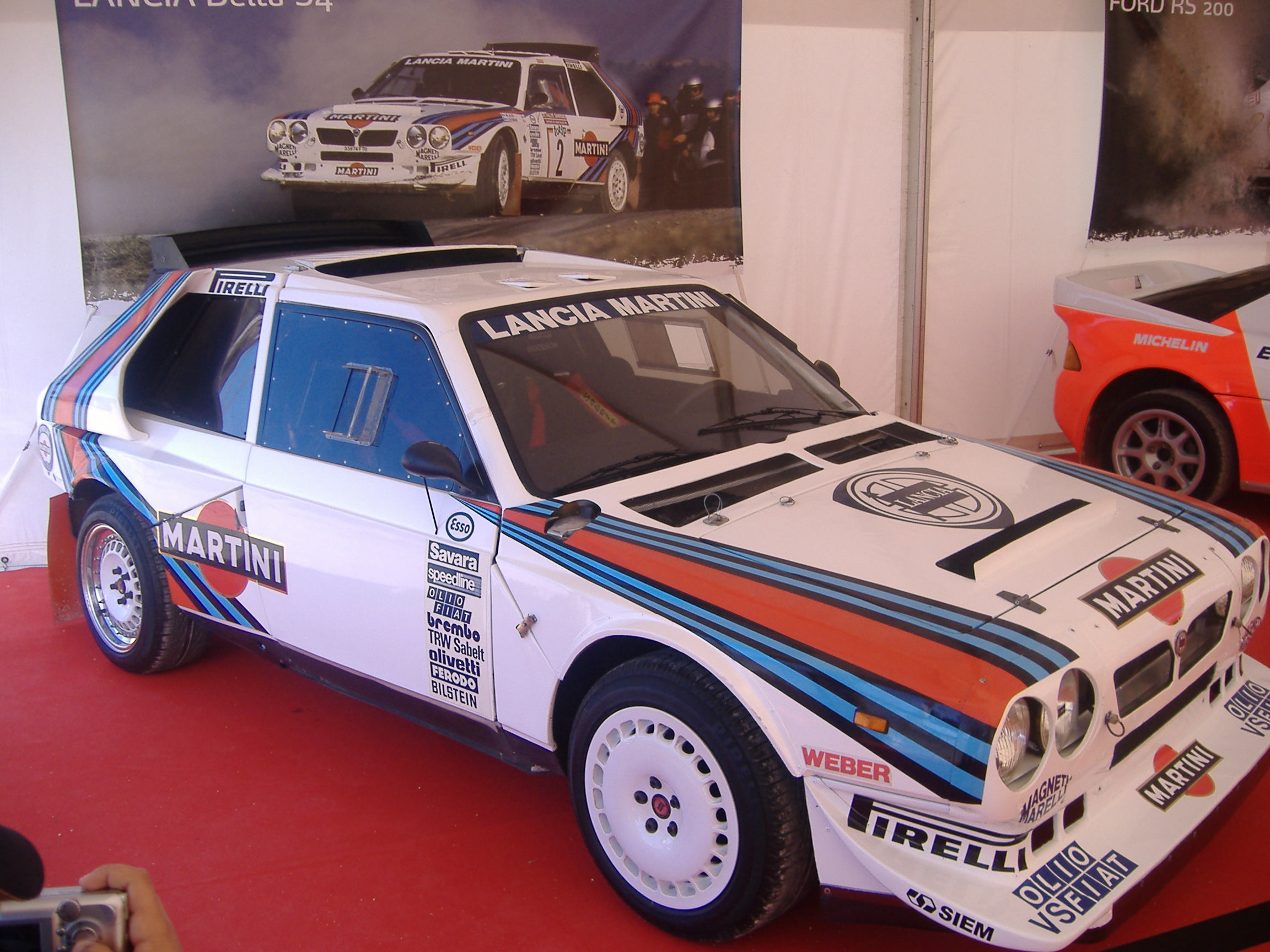
Trois Lancia Delta S4 groupe B seront au départ.

Peugeot-Talbot Sport a engagé trois 205 Turbo 16 Évolution 2 groupe B, à transmission intégrale. Elles seront aux mains de Timo Salonen, Juha Kankkunen et Bruno Saby. Pesant environ une tonne, elles sont pourvues d'un moteur quatre cylindres de 1775 cm3 placé en position centrale arrière et alimenté par un système d'injection électronique Bosch associé à un turbocompresseur Garrett. Avec une pression de suralimentation de 2,6 bars, leur puissance est de 450 chevaux à 7500 tr/min. Les trois voitures disposent de la boîte de vitesses à six rapports et bénéficieront des nouveaux pneus Michelin «F» spécialement étudiés pour limiter les dérives des voitures à quatre roues motrices sur les routes en terre.
- Lancia

La Scuderia Lancia aligne trois Delta S4 groupe B, à transmission intégrale, pour Markku Alén, Massimo Biasion et Mikael Ericsson, ce dernier nouvellement recruté en remplacement du regretté Henri Toivonen. Leur moteur quatre cylindres de 1759 cm3 à injection électronique Magneti Marelli est disposé en position centrale arrière. Il se distingue par son double système de suralimentation, avec un compresseur volumétrique à lobes Abarth pour les bas et moyens régimes et un turbocompresseur KKK efficace à haut régime, la puissance pouvant avoisiner les 500 chevaux en jouant sur la pression de suralimentation. Elles pèsent un peu plus d'une tonne et sont chaussées de pneus Pirelli.
- Ford

Deux Ford RS200 groupe B, à transmission intégrale, seront au départ, aux mains de Stig Blomqvist et de Kalle Grundel. Également dotées, comme les Peugeot et les Lancia, d'un moteur central suralimenté, elles sont cependant plus lourdes, leur poids approchant les 1100 kg. Elles ont toutefois pour atout des suspensions à grand débattement parfaitement adaptées aux pistes grecques. Leur quatre cylindres de 1803 cm3, alimenté par un système d'injection Bosch associé à un turbocompresseur Garrett, délivre 420 chevaux à 8000 tr/min. Les Ford utilisent des pneus Pirelli.
- MG

Austin Rover avait initialement engagé deux MG Metro 6R4 groupe B pour Tony Pond et Malcolm Wilson, mais lors des essais préliminaires en Grèce les voitures britanniques ont été sujettes à des casses répétitives des suspensions, incitant l'équipe à déclarer forfait.
- Citroën

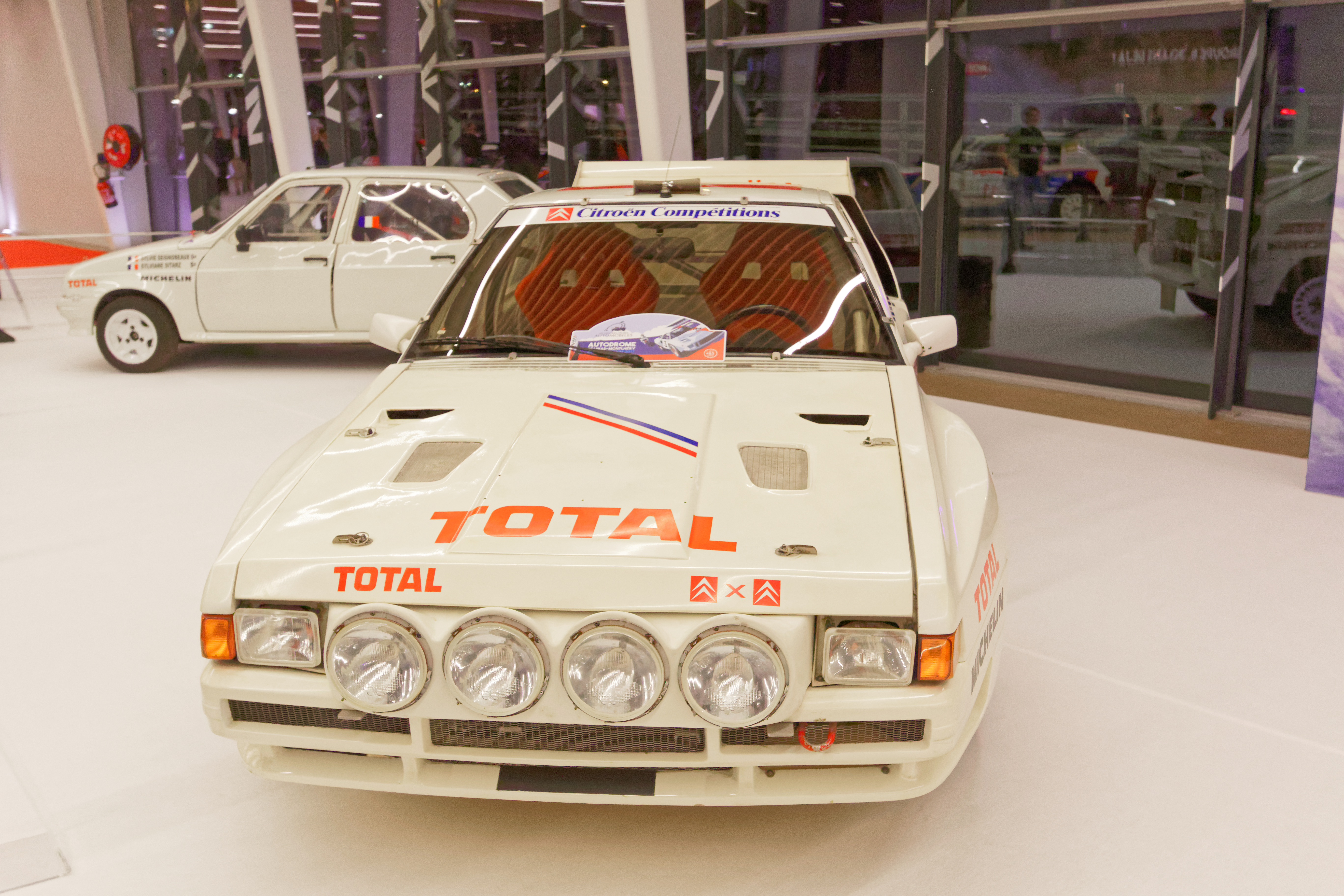
La Citroën BX 4TC groupe B de Jean-Claude Andruet.

Comme au Rallye Monte-Carlo et en Suède, Citroën Compétitions engage deux BX 4TC groupe B pour Jean-Claude Andruet et Philippe Wambergue tandis que Maurice Chomat, soutenu par Total, disposera d'un modèle identique et sera assisté par l'usine. Ces berlines à transmission intégrale pèsent 1150 kg. Leur moteur quatre cylindres est dérivé de celui équipant les Chrysler 180. D'une cylindrée de 2140 cm3, il est alimenté par un système d'injection mécanique Bosch associé à un turbocompresseur KKK. Sa puissance maximale est de 380 chevaux à 7000 tr/min. Avec 4,59 mètres de long, les BX sont les voitures les plus imposantes de leur catégorie. Leur suspension hydropneumatique constitue un avantage sur parcours accidenté. Elles sont équipées de pneus Michelin.
- Nissan

L'importateur grec du constructeur japonais a préparé deux coupés 240RS groupe B (transmission classique, quatre cylindres, 2340 cm3, 260 chevaux) pour les pilotes locaux Iórgis Moschous et Stratissino. Le pilote privé cypriote Vahan Terzian s'aligne sur un modèle identique. Les Nissan sont chaussées de pneus Dunlop.
- Opel

Le Monégasque «Tchine» (pseudonyme d'Auguste Turuani) engage son Opel Manta 400 groupe B (transmission classique, quatre cylindres, 2420 cm3, 275 chevaux).  Il utilise des pneus Michelin.
- Porsche

Le Rothmans Porsche Rally Team aligne une Porsche 911 SC RS groupe B pour le pilote qatari Saeed Al-Hajri. Pesant un peu plus d'une tonne, elle est motorisée par un six cylindres à plat de trois litres de cylindrée, refroidi par air et placé en porte-à-faux arrière. La puissance est de l'ordre de 300 chevaux. Elle est chaussée de pneus Michelin.
- Audi

Rudolf Stohl prendra le départ sur un Coupé Quattro groupe A, à transmission intégrale, animé par un moteur cinq cylindres atmosphérique de 200 chevaux. Il utilise des pneus Michelin.
- Volkswagen

Volkswagen Motorsport a engagé deux Golf GTI groupe A (moteur quatre cylindres de 1781 cm3, injection mécanique Bosch, 170 chevaux), confiées à Kenneth Eriksson et Franz Wittmann. Elles sont chaussées de pneus Pirelli.
- Fiat

Le Jolly Club aligne trois Fiat Uno Turbo groupe A (moteur quatre cylindres de 1301 cm3, turbocompresseur IHI, 170 chevaux à 6500 tr/min) pour Giovanni del Zoppo, Michele Rayneri et Alessandro Fiorio. Ces berlines de 885 kg utilisent des pneus Michelin.

## Déroulement de la course

### Première étape
Les cent deux équipages s'élancent d'Athènes le lundi matin. Le premier secteur chronométré est très cassant et beaucoup l'abordent avec précaution. Bien que l'ayant parcouru moins vite que lors des reconnaissances, Kalle Grundel s'y montre le plus rapide, sa Ford devançant d'onze secondes la Lancia de Markku Alén, qui a légèrement «touché». Respectivement troisième et quatrième, Mikael Ericsson (Lancia) et Timo Salonen (Peugeot) sont à près d'une demi-minute de l'homme de tête. Précédé par la Ford de Stig Blomqvist, qui a été légèrement retardé à cause d'un amortisseur cassé, Jean-Claude Andruet a réalisé un encourageant sixième temps au volant de sa Citroën BX 4TC, mais ses coéquipiers ont rencontré de gros problèmes : Maurice Chomat a cassé une rotule er terminé le parcours avec une roue arrière couchée sous la voiture tandis que Philippe Wambergue a cassé une suspension avant et a également des ennuis de direction ; aucun des deux ne sera en mesure de continuer ! Victime d'une double crevaison après seulement quelques mètres, Massimo Biasion (sur Lancia) a perdu plus de trois minutes et demie. Dans la deuxième épreuve spéciale, Alén a des ennuis de turbo et rétrograde à la quatrième place, derrière Ericsson, alors que Salonen, qui a réalisé le meilleur temps, se rapproche à sept secondes de Grundell. Alors que le pilote Peugeot se rapproche encore dans le secteur de Loukissia, Andruet doit abandonner, roue cassée. Après seulement quarante kilomètres de course, les trois Citroën BX sont éliminées ! Salonen va prendre momentanément le commandement de l'épreuve mais Alén attaque au maximum et enchaîne les meilleurs temps et remonte ses adversaires. Après le secteur d'Aghia Sotira, il s'installe en tête et va rallier Lagonissi avec six secondes d'avance sur Grundell et sept sur Salonen. Blomqvist les talonne, loin devant Juha Kankkunen qui a respecté à la lettre les consignes de prudence données par l'équipe Peugeot et compte plus d'une minute et demie de retard sur la première Lancia. Il précède son coéquipier Bruno Saby. Après ses déboires du débuts, Biasion a effectué une spectaculaire remontée jusqu'à la septième place, alors qu'Ericsson, retardé par des problèmes de suspension et de transmission, a chuté au dixième rang, accusant plus de dix minutes de retard sur Alén. Onzième sur sa Volkswagen Golf, Kenneth Eriksson est en tête du groupe A.

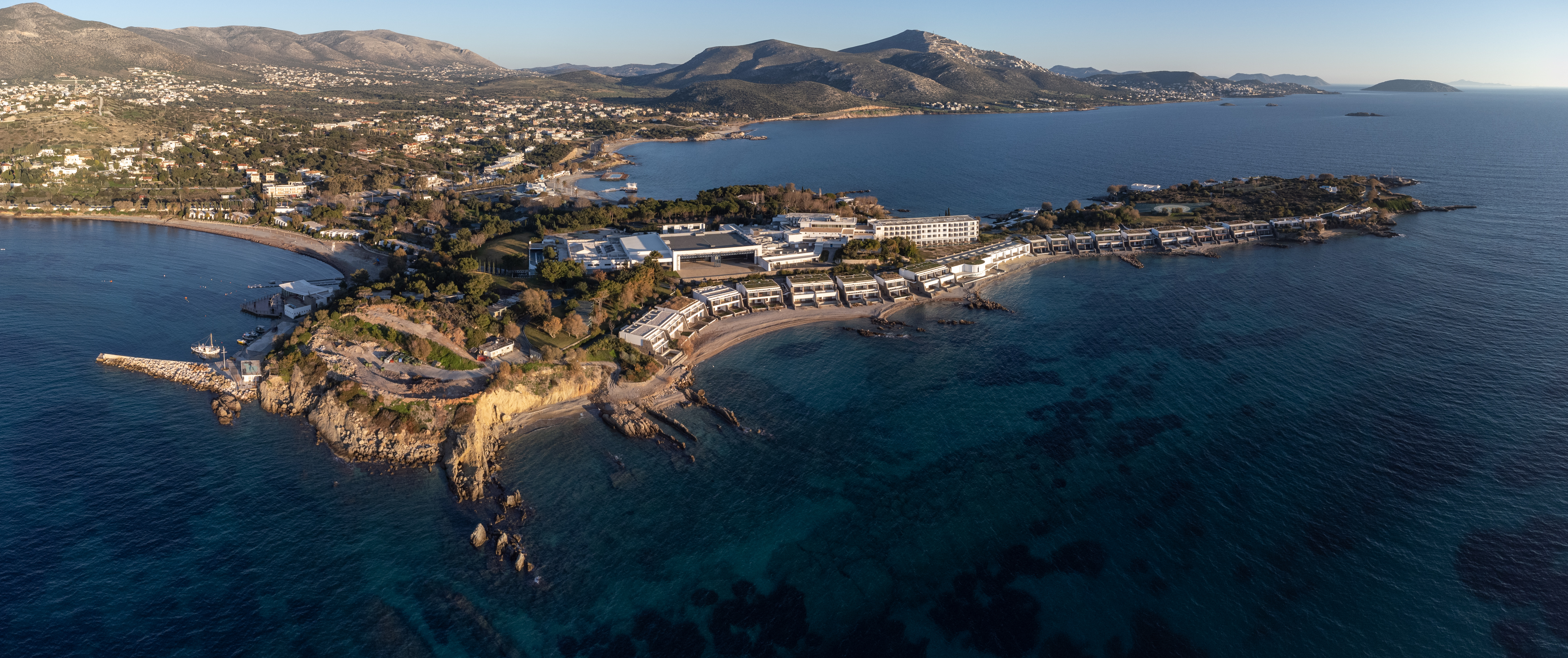
La presqu'île de Lagonissi, trente kilomètres au sud d'Athènes, terme de la première étape.

| Pos. | Pilote           | Copilote                | Voiture                 | Groupe | Temps           | Écart         |
| ---- | ---------------- | ----------------------- | ----------------------- | ------ | --------------- | ------------- |
| 1    | Markku Alén      | Ilkka Kivimäki          | Lancia Delta S4         | B      | 1 h 13 min 50 s |               |
| 2    | Kalle Grundel    | Benny Melander          | Ford RS200              | B      | 1 h 13 min 56 s | + 6 s         |
| 3    | Timo Salonen     | Seppo Harjanne          | Peugeot 205 Turbo 16 E2 | B      | 1 h 13 min 57 s | + 7 s         |
| 4    | Stig Blomqvist   | Bruno Berglund          | Ford RS200              | B      | 1 h 14 min 03 s | + 13 s        |
| 5    | Juha Kankkunen   | Juha Piironen           | Peugeot 205 Turbo 16 E2 | B      | 1 h 15 min 37 s | + 1 min 47 s  |
| 6    | Bruno Saby       | Jean-François Fauchille | Peugeot 205 Turbo 16 E2 | B      | 1 h 16 min 50 s | + 3 min 00 s  |
| 7    | Massimo Biasion  | Tiziano Siviero         | Lancia Delta S4         | B      | 1 h 17 min 24 s | + 3 min 34 s  |
| 8    | Saeed Al-Hajri   | John Spiller            | Porsche 911 SC RS       | B      | 1 h 23 min 45 s | + 9 min 55 s  |
| 9    | Stratissino      | Kóstas Fertakis         | Nissan 240RS            | B      | 1 h 23 min 59 s | + 10 min 09 s |
| 10   | Mikael Ericsson  | Claes Billstam          | Lancia Delta S4         | B      | 1 h 24 min 20 s | + 10 min 30 s |
| 11   | Kenneth Eriksson | Peter Diekmann          | Volkswagen Golf GTI     | A      | 1 h 25 min 54 s | + 12 min 04 s |
| 12   | Rudolf Stohl     | Reinhard Kaufmann       | Audi Coupé Quattro      | A      | 1 h 27 min 17 s | + 13 min 27 s |
| 13   | Franz Wittmann   | Matthias Feltz          | Volkswagen Golf GTI     | A      | 1 h 30 min 27 s | + 16 min 37 s |
| 14   | Michele Rayneri  | Carlo Cassina           | Fiat Uno Turbo          | A      | 1 h 30 min 35 s | + 16 min 45 s |
| 15   | Vahan Terzian    | Yiannakis Theofanous    | Nissan 240RS            | B      | 1 h 30 min 51 s | + 17 min 01 s |

### Deuxième étape

#### Lagonissi - Lidoríki
Les soixante-quinze équipages restant en course repartent de Lagonissi le mardi matin. Dès le secteur de Dístomo, Salonen hypothèque toutes ses chances à cause d'une crevaison ; l'équipage change rapidement la roue mais le moteur s'est étouffé et le pilote finlandais ne parviendra à le relancer qu'après plusieurs minutes. Il perd au total sept minutes et demie et rétrograde à la septième place. Auteur du meilleur temps, Grundel a repris le commandement de la course, quelques secondes devant Alén. La lutte pour la première place est très serrée, Grundel parvenant à se maintenir de justesse devant son principal adversaire. Le pilote Ford rallie Lidoríki avec deux petites secondes d'avance sur la première Lancia et dix-sept sur son coéquipier Blomqvist. Désormais le mieux placé des pilotes Peugeot, Kankkunen, quatrième, a haussé le rythme et réduit à un peu plus d'une minute et demie son retard sur Grundel. Ayant dépassé Saby, Biasion est remonté au cinquième rang. Après sa crevaison, Salonen a attaqué à fond et s'est montré le plus rapide dans toutes les épreuves chronométrées mais n'a cependant repris qu'une trentaine de secondes aux hommes de tête.  Onzième, Eriksson mène toujours le groupe A, comptant un peu plus d'une minute d'avance sur l'Audi de Rudolf Stohl.

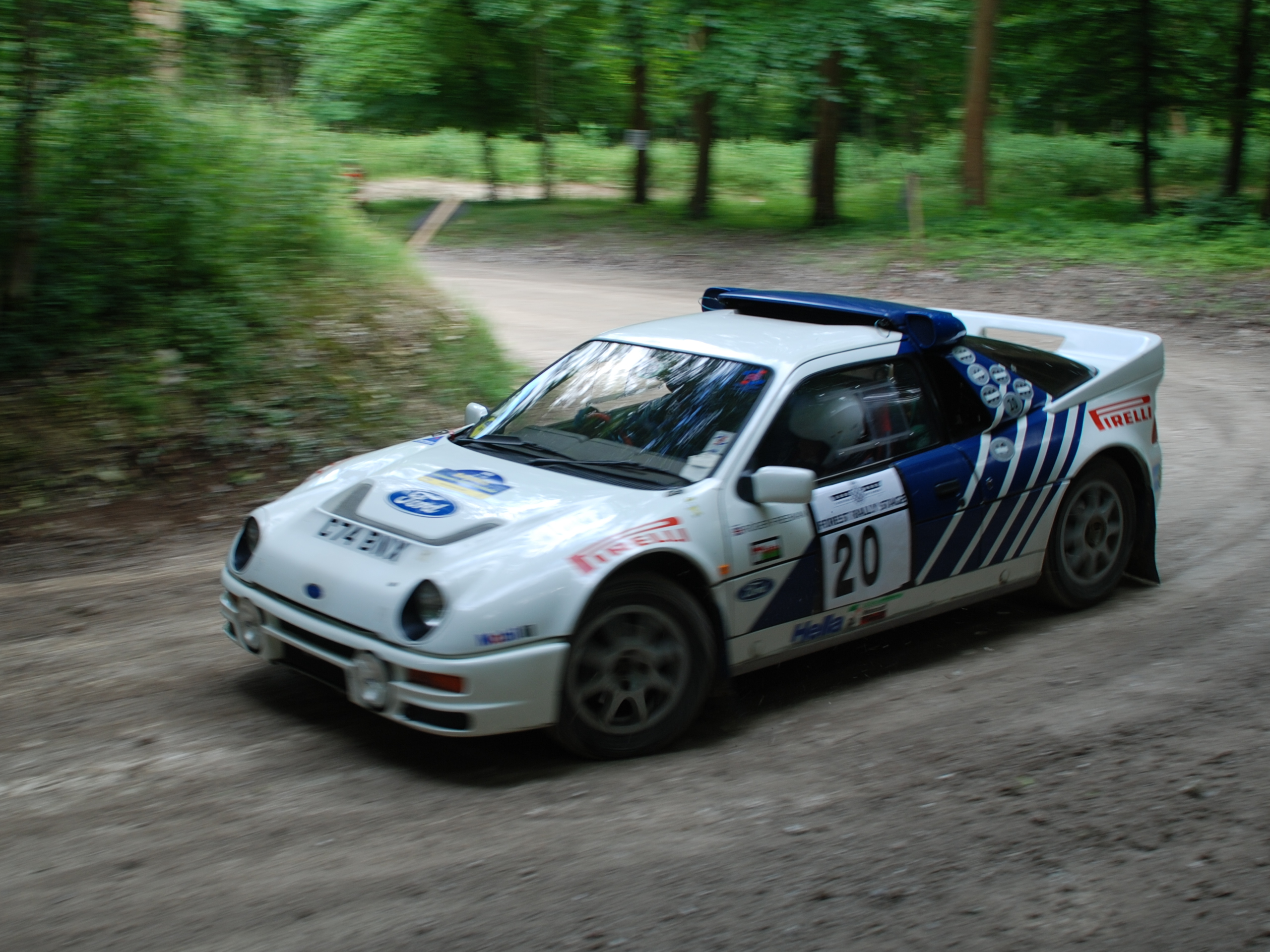
Une Ford RS200 groupe B semblable à celle de Kalle Grundel, en tête au regroupement de Lidoríki.

| Pos. | Pilote           | Copilote                | Voiture                 | Groupe | Temps           | Écart         |
| ---- | ---------------- | ----------------------- | ----------------------- | ------ | --------------- | ------------- |
| 1    | Kalle Grundel    | Benny Melander          | Ford RS200              | B      | 1 h 47 min 49 s |               |
| 2    | Markku Alén      | Ilkka Kivimäki          | Lancia Delta S4         | B      | 1 h 47 min 51 s | + 2 s         |
| 3    | Stig Blomqvist   | Bruno Berglund          | Ford RS200              | B      | 1 h 48 min 06 s | + 17 s        |
| 4    | Juha Kankkunen   | Juha Piironen           | Peugeot 205 Turbo 16 E2 | B      | 1 h 49 min 31 s | + 1 min 42 s  |
| 5    | Massimo Biasion  | Tiziano Siviero         | Lancia Delta S4         | B      | 1 h 51 min 03 s | + 3 min 14 s  |
| 6    | Bruno Saby       | Jean-François Fauchille | Peugeot 205 Turbo 16 E2 | B      | 1 h 51 min 10 s | + 3 min 21 s  |
| 7    | Timo Salonen     | Seppo Harjanne          | Peugeot 205 Turbo 16 E2 | B      | 1 h 54 min 54 s | + 7 min 05 s  |
| 8    | Mikael Ericsson  | Claes Billstam          | Lancia Delta S4         | B      | 1 h 58 min 42 s | + 10 min 53 s |
| 9    | Saeed Al-Hajri   | John Spiller            | Porsche 911 SC RS       | B      | 2 h 00 min 55 s | + 13 min 06 s |
| 10   | Stratissino      | Kóstas Fertakis         | Nissan 240RS            | B      | 2 h 02 min 31 s | + 14 min 42 s |
| 11   | Kenneth Eriksson | Peter Diekmann          | Volkswagen Golf GTI     | A      | 2 h 03 min 58 s | + 16 min 09 s |
| 12   | Rudolf Stohl     | Reinhard Kaufmann       | Audi Coupé Quattro      | A      | 2 h 05 min 13 s | + 17 min 24 s |
| 13   | Michele Rayneri  | Carlo Cassina           | Fiat Uno Turbo          | A      | 2 h 09 min 55 s | + 22 min 06 s |
| 14   | Franz Wittmann   | Matthias Feltz          | Volkswagen Golf GTI     | A      | 2 h 10 min 19 s | + 22 min 30 s |
| 15   | Vahan Terzian    | Yiannakis Theofanous    | Nissan 240RS            | B      | 2 h 10 min 43 s | + 22 min 54 s |

#### Lidoríki  - Kaména Voúrla
Ralenti par un problème de différentiel central sur sa Lancia, Alén ne peut défendre ses chances face aux Ford, Grundel confortant sa première place avec près d'une demi-minute d'avance sur Blomqvist, Alén perdant d'emblée près d'une minute, Kankunnen se rapprochant alors à une trentaine secondes du Finlandais. La situation va alors complètement se retourner. Au point d'assistance, lors d'un banal changement de pneus, les fixations de roues se bloquent sur la Ford de Grundel et les mécaniciens cassent deux goujons en tentant de les enlever. La seule solution est de remplacer l'arbre complet mais l'opération prend beaucoup de temps ; l'équipage ne pourra pas pointer dans les délais au contrôle horaire suivant et sera déclaré hors course. Au départ du secteur d'Arahova, Blomqvist se retrouve donc en tête, avec trente secondes d'avance sur Alén et une minute sur Kankkunen. Le pilote suédois va cependant partir à la faute dans cette épreuve, mettant sa voiture sur le toit. Il n'y a plus de Ford officielle en course ! Différentiel cassé dans ce secteur, Ericsson a également renoncé. Alén étant toujours en difficulté, Kankkunen prend alors le commandement, devançant de cinq secondes son compatriote. Biasion est désormais troisième, se détachant peu à peu de Saby tandis que Salonen, toujours extrêmement rapide, s'efforce de revenir dans le groupe de tête. Alén, ne disposant plus que de deux roues motrices, va continuer à perdre régulièrement du terrain au cours de la journée et sera rattrapé par Biasion dans la soirée. Kankkunen a nettement conforté sa position et rallie Kaména Voúrla au début de la nuit avec deux minutes d'avance sur les deux Lancia de Biasion et Alén, au coude-à-coude. Saby et Salonen viennent ensuite, le champion du monde n'étant plus qu'à une minute et demie de son coéquipier. Les nombreux abandons permettent à Saeed Al-Hajri de pointer au sixième rang au volant de sa Porsche, devant la Nissan de Stratissino, premier pilote local. Maintenant huitième, Eriksson continue à dominer le groupe A. Il ne reste plus que quarante-six voitures en lice.

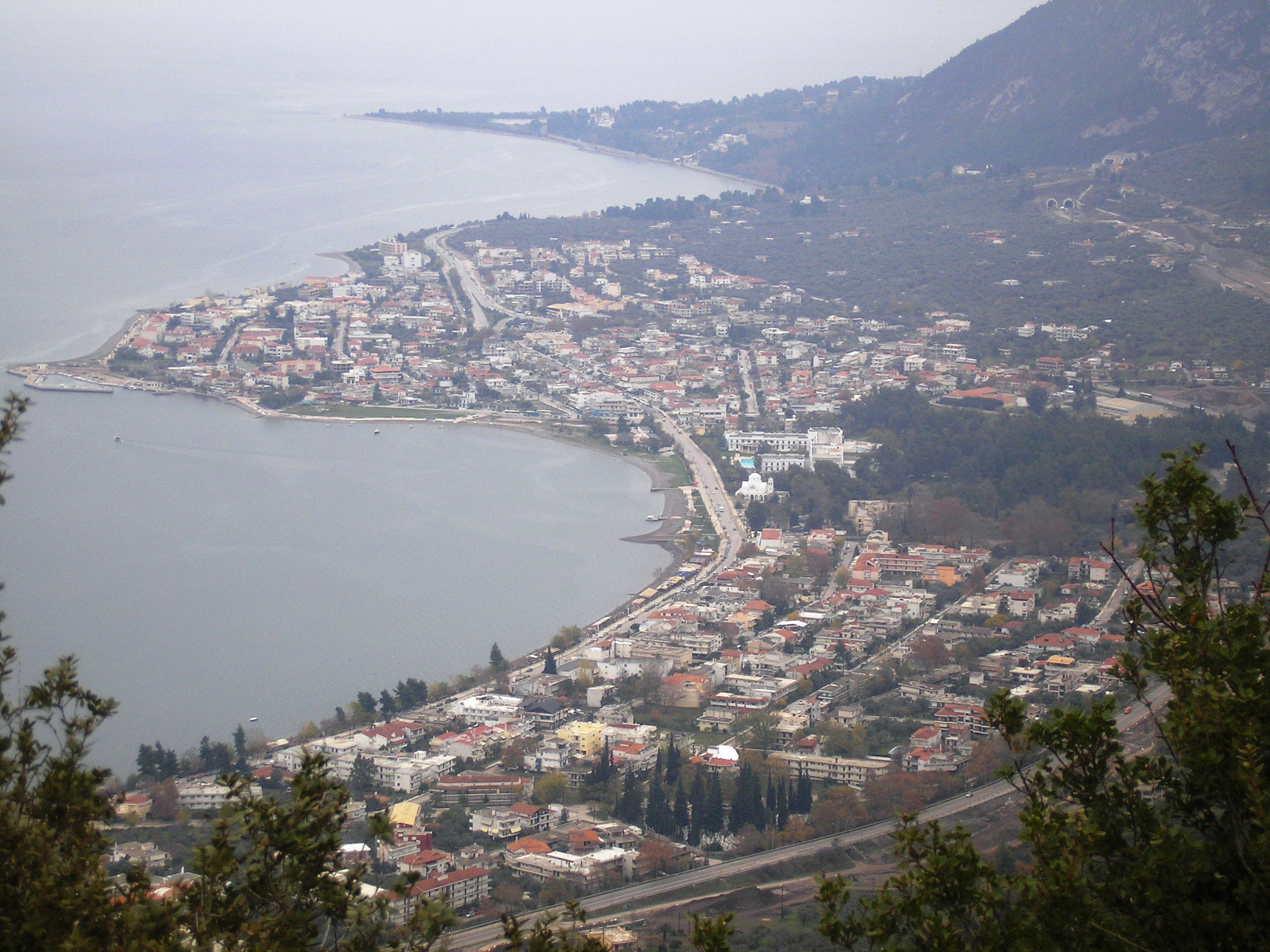
Kaména Voúrla, ville arrivée de la deuxième étape.

| Pos. | Pilote            | Copilote                | Voiture                 | Groupe | Temps           | Écart         |
| ---- | ----------------- | ----------------------- | ----------------------- | ------ | --------------- | ------------- |
| 1    | Juha Kankkunen    | Juha Piironen           | Peugeot 205 Turbo 16 E2 | B      | 3 h 36 min 33 s |               |
| 2    | Massimo Biasion   | Tiziano Siviero         | Lancia Delta S4         | B      | 3 h 38 min 34 s | + 2 min 01 s  |
| 3    | Markku Alén       | Ilkka Kivimäki          | Lancia Delta S4         | B      | 3 h 38 min 35 s | + 2 min 02 s  |
| 4    | Bruno Saby        | Jean-François Fauchille | Peugeot 205 Turbo 16 E2 | B      | 3 h 39 min 59 s | + 3 min 26 s  |
| 5    | Timo Salonen      | Seppo Harjanne          | Peugeot 205 Turbo 16 E2 | B      | 3 h 41 min 25 s | + 4 min 52 s  |
| 6    | Saeed Al-Hajri    | John Spiller            | Porsche 911 SC RS       | B      | 4 h 01 min 09 s | + 24 min 36 s |
| 7    | Stratissino       | Kóstas Fertakis         | Nissan 240RS            | B      | 4 h 02 min 35 s | + 26 min 02 s |
| 8    | Kenneth Eriksson  | Peter Diekmann          | Volkswagen Golf GTI     | A      | 4 h 03 min 23 s | + 26 min 50 s |
| 9    | Rudolf Stohl      | Reinhard Kaufmann       | Audi Coupé Quattro      | A      | 4 h 05 min 30 s | + 28 min 57 s |
| 10   | Michele Rayneri   | Carlo Cassina           | Fiat Uno Turbo          | A      | 4 h 13 min 08 s | + 36 min 35 s |
| 11   | Alessandro Fiorio | Luigi Pirollo           | Fiat Uno Turbo          | A      | 4 h 16 min 58 s | + 40 min 25 s |
| 12   | Franz Wittmann    | Matthias Feltz          | Volkswagen Golf GTI     | A      | 4 h 18 min 02 s | + 41 min 29 s |

### Troisième étape

#### Kaména Voúrla - Lidoríki
Le différentiel ayant été remplacé sur sa voiture, Alén a pour consigne de revenir sur Kankkunen, l'objectif étant de lui reprendre en moyenne sept seconde par épreuve spéciale pour pouvoir jouer la victoire. Tout comme Salonen qui poursuit sa remontée, le pilote Lancia se donne à fond. Dès le secteur de Moshokaria, il revient en deuxième position. Salonen s'est une nouvelle fois montré le plus rapide et ne compte plus qu'une minute de retard sur Saby mais dans le tronçon suivant, la suspension avant de sa 205, endommagée la veille dans une saignée, se brise. Le pilote finlandais parvient à rejoindre son assistance au ralenti mais sa voiture ne pourra aller plus loin. Cependant, Alén poursuit son effort et en milieu de matinée, aux abords de Kardítsa, il ne compte plus qu'une minute et vingt-trois secondes de retard sur le leader. Derrière lui, son coéquipier Biasion assure la troisième place, loin devant Saby. Une crevaison dans le secteur suivant va cependant ralentir sa progression mais un peu plus loin l'assistance Peugeot arrive trop tard pour remplacer les pneus de Kankkunen et celui-ci doit disputer trente kilomètres de spéciale avec des pneus usés ; il perd alors plus de trente secondes et permet à Alén de se rapprocher à une minute. Sentant son rival à sa portée, Alén continue à attaquer à outrance mais ignore que les mécaniciens de l'équipe Peugeot ont augmenté la pression de suralimentation de la 205. Disposant désormais de 500 chevaux, Kankkunen regagne une quinzaine de secondes avant de tomber en panne de direction assistée. Ses mécaniciens pourront réparer peu après, mais l'écart est tombé à cinquante secondes. En outre, l'injection d'eau servant au refroidissement est défaillante et, par sécurité, il est décidé de ramener la pression de turbo à sa valeur nominale. Kankkunen réalise néanmoins le meilleur temps dans le secteur de Pendagi et reprend douze secondes à son adversaire, ralliant le parc fermé de Lidoríki avec plus d'une minute de marge sur Alén. Toujours troisième, Biasion n'est qu'à quarante-cinq secondes de son coéquipier et compte cinq minutes d'avance sur Saby. Loin derrière, Al-Hajri se maintient à la cinquième place, devant Eriksson, ce dernier étant toujours nettement en tête du groupe A, Stohl (son principal adversaire dans la catégorie) étant à plus de quatre minutes de lui.
| Pos. | Pilote           | Copilote                | Voiture                 | Groupe | Temps           | Écart             |
| ---- | ---------------- | ----------------------- | ----------------------- | ------ | --------------- | ----------------- |
| 1    | Juha Kankkunen   | Juha Piironen           | Peugeot 205 Turbo 16 E2 | B      | 6 h 22 min 14 s |                   |
| 2    | Markku Alén      | Ilkka Kivimäki          | Lancia Delta S4         | B      | 6 h 23 min 16 s | + 1 min 02 s      |
| 3    | Massimo Biasion  | Tiziano Siviero         | Lancia Delta S4         | B      | 6 h 24 min 01 s | + 1 min 47 s      |
| 4    | Bruno Saby       | Jean-François Fauchille | Peugeot 205 Turbo 16 E2 | B      | 6 h 29 min 27 s | + 7 min 13 s      |
| 5    | Saeed Al-Hajri   | John Spiller            | Porsche 911 SC RS       | B      | 7 h 04 min 29 s | + 42 min 15 s     |
| 6    | Kenneth Eriksson | Peter Diekmann          | Volkswagen Golf GTI     | A      | 7 h 12 min 20 s | + 50 min 06 s     |
| 7    | Stratissino      | Kóstas Fertakis         | Nissan 240RS            | B      | 7 h 13 min 26 s | + 51 min 12 s     |
| 8    | Rudolf Stohl     | Reinhard Kaufmann       | Audi Coupé Quattro      | A      | 7 h 16 min 21 s | + 54 min 07 s     |
| 9    | Iórgis Moschous  | Dimitris Vazakas        | Nissan 240RS            | B      | 7 h 22 min 40 s | + 1 h 00 min 26 s |
| 10   | Franz Wittmann   | Matthias Feltz          | Volkswagen Golf GTI     | A      | 7 h 24 min 29 s | + 1 h 02 min 15 s |
| 11   | Michele Rayneri  | Carlo Cassina           | Fiat Uno Turbo          | A      | 7 h 25 min 20 s | + 1 h 03 min 06 s |
| 12   | Vahan Terzian    | Yiannakis Theofanous    | Nissan 240RS            | B      | 7 h 34 min 39 s | + 1 h 12 min 25 s |

#### Lidoríki - Athènes
Malgré tous ses efforts, Alén (sur la voiture duquel on a augmenté la pression de suralimentation) ne parvient pas à menacer sérieusement Kankkunen au cours de l'après-midi. Peu après Itéa, alors qu'il ne reste plus que  quarante-six kilomètres de parcours chronométré à disputer, le pilote Peugeot conserve près de cinquante secondes d'avance sur son compatriote. Alén continue néanmoins à attaquer au maximum mais dans l'avant dernière épreuve spéciale le moteur de sa Lancia explose. Dès lors, Kankkunen a course gagnée. Il rallie Athènes avec une minute et demie d'avance sur la Lancia de Biasion et remporte sa deuxième victoire de la saison, confortant sa place en tête du championnat du monde. Troisième, Saby complète le triomphe de Peugeot. Alors qu'il dominait le groupe A depuis le départ, Eriksson a perdu une roue dans le dernier tronçon chronométré ; perdant plus de dix minutes, il a rétrogradé à la septième place, derrière la Porsche de Al-Hajri, la Nissan de Stratissino et l'Audi de Stohl, ce dernier s'imposant in extremis en groupe A. Seulement trente-quatre équipages ont atteint l'arrivée.

### Classements intermédiaires
Classements intermédiaires des pilotes après chaque épreuve spéciale

### Classement général

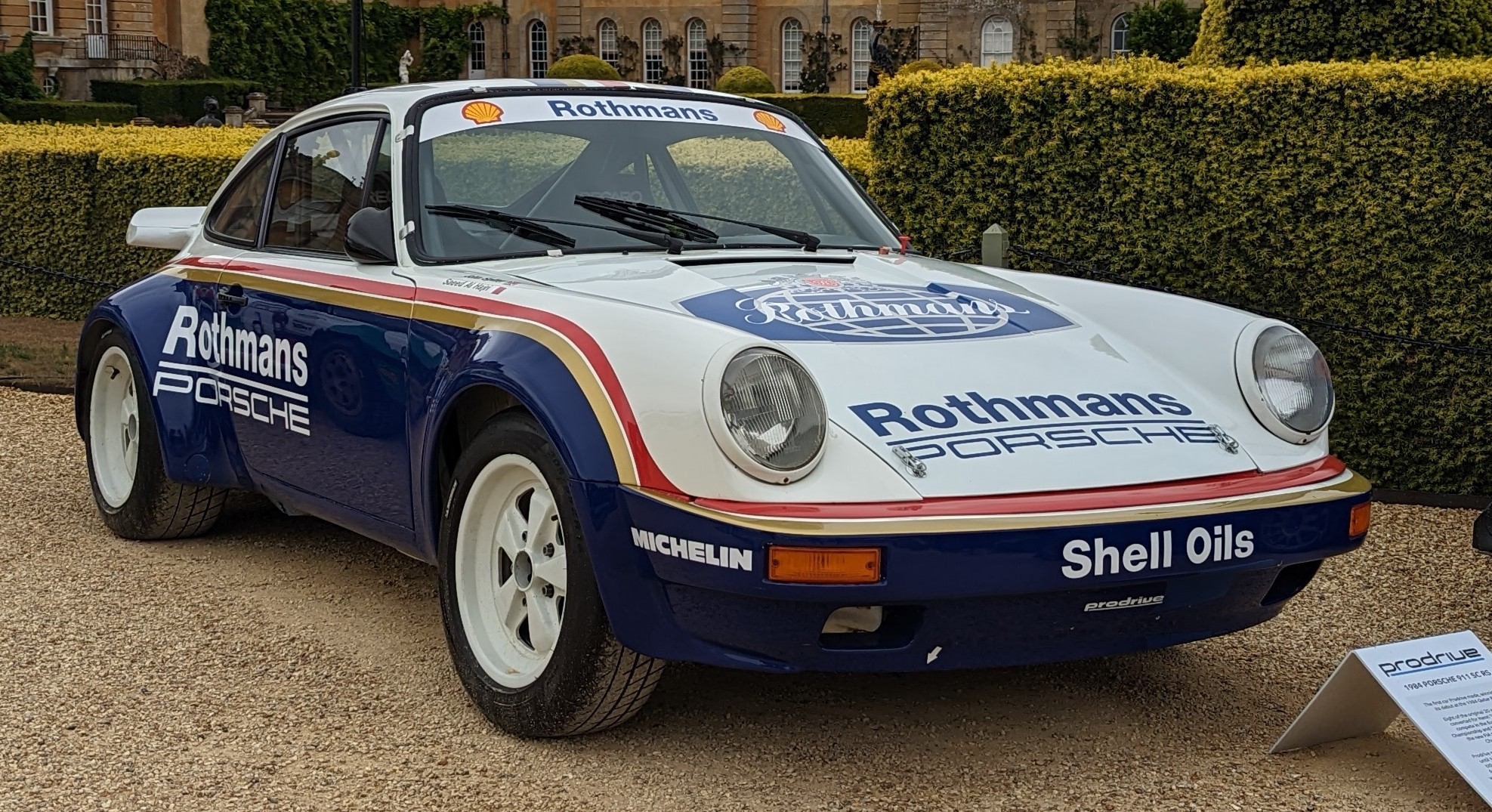
Une Porsche 911 SC RS semblable à celle de Saeed Al-Hajri, quatrième à l'arrivée.

| Pos | No | Pilote           | Copilote                | Voiture                 | Temps           | Écart             | Groupe |
| --- | -- | ---------------- | ----------------------- | ----------------------- | --------------- | ----------------- | ------ |
| 1   | 5  | Juha Kankkunen   | Juha Piironen           | Peugeot 205 Turbo 16 E2 | 7 h 20 min 01 s |                   | B      |
| 2   | 8  | Massimo Biasion  | Tiziano Siviero         | Lancia Delta S4         | 7 h 21 min 38 s | + 1 min 37 s      | B      |
| 3   | 9  | Bruno Saby       | Jean-François Fauchille | Peugeot 205 Turbo 16 E2 | 7 h 29 min 55 s | + 9 min 54 s      | B      |
| 4   | 15 | Saeed Al-Hajri   | John Spiller            | Porsche 911 SC RS       | 8 h 11 min 11 s | + 51 min 10 s     | B      |
| 5   | 16 | Stratissino      | Kóstas Fertakis         | Nissan 240RS            | 8 h 20 min 51 s | + 1 h 00 min 50 s | B      |
| 6   | 35 | Rudolf Stohl     | Reinhard Kaufmann       | Audi Coupé Quattro      | 8 h 24 min 44 s | + 1 h 04 min 43 s | A      |
| 7   | 23 | Kenneth Eriksson | Peter Diekmann          | Volkswagen Golf GTI     | 8 h 27 min 25 s | + 1 h 07 min 24 s | A      |
| 8   | 12 | Iórgis Moschous  | Dimitris Vazakas        | Nissan 240RS            | 8 h 28 min 34 s | + 1 h 08 min 33 s | B      |
| 9   | 25 | Franz Wittmann   | Matthias Feltz          | Volkswagen Golf GTI     | 8 h 34 min 22 s | + 1 h 14 min 21 s | A      |
| 10  | 24 | Michele Rayneri  | Carlo Cassina           | Fiat Uno Turbo          | 8 h 40 min 00 s | + 1 h 19 min 59 s | A      |

### Équipages de tête
- ES1 à ES3 :  Kalle Grundel -  Benny Melander (Ford RS200)
- ES4 à ES5 :  Timo Salonen -  Seppo Harjanne (Peugeot 205 Turbo 16 E2)
- ES6 à ES10 :  Markku Alén -  Ilkka Kivimäki (Lancia Delta S4)
- ES11 à ES17 :  Kalle Grundel -  Benny Melander (Ford RS200)
- avant ES18 (contrôle) :  Stig Blomqvist -  Bruno Berglund (Ford RS200)
- ES18 à ES46 :  Juha Kankkunen -  Juha Piironen (Peugeot 205 Turbo 16 E2)

### Vainqueurs d'épreuves spéciales
- Markku Alén -  Ilkka Kivimäki (Lancia Delta S4) : 13 spéciales (ES 3, 4, 6, 7, 29 à 32, 34, 39, 41 à 43)
- Timo Salonen -  Seppo Harjanne (Peugeot 205 Turbo 16 E2) : 12 spéciales (ES 2, 12, 13, 15, 17 à 20, 22, 24, 25, 28)
- Massimo Biasion -  Tiziano Siviero (Lancia Delta S4) : 6 spéciales (ES 23, 27, 35, 38, 44, 46)
- Juha Kankkunen -  Juha Piironen (Peugeot 205 Turbo 16 E2) : 5 spéciales (ES 15, 26, 33, 37, 40)
- Kalle Grundel -  Benny Melander (Ford RS200) : 2 spéciales (ES 1, 11)
- Stig Blomqvist -  Bruno Berglund (Ford RS200) : 1 spéciale (ES 5)

## Résultats des principaux engagés
| No | Pilote              | Copilote                | Voiture                 | Groupe | Classement général                                  | Class. groupe |
| -- | ------------------- | ----------------------- | ----------------------- | ------ | --------------------------------------------------- | ------------- |
| 1  | Timo Salonen        | Seppo Harjanne          | Peugeot 205 Turbo 16 E2 | B      | ab. après la 29e spéciale (suspension avant)        | -             |
| 2  | Stig Blomqvist      | Bruno Berglund          | Ford RS200              | B      | ab. dans la 18e spéciale (sortie de route)          | -             |
| 3  | Markku Alén         | Ilkka Kivimäki          | Lancia Delta S4         | B      | ab. dans la 44e spéciale (moteur)                   | -             |
| 4  | Tony Pond           | Rob Arthur              | MG Metro 6R4            | B      | Forfait                                             | -             |
| 5  | Juha Kankkunen      | Juha Piironen           | Peugeot 205 Turbo 16 E2 | B      | 1er                                                 | 1er           |
| 6  | Kalle Grundel       | Benny Melander          | Ford RS200              | B      | ab. après la 17e spéciale (hors délai)              | -             |
| 7  | Malcolm Wilson      | Nigel Harris            | MG Metro 6R4            | B      | Forfait                                             | -             |
| 8  | Massimo Biasion     | Tiziano Siviero         | Lancia Delta S4         | B      | 2e à 1 min 37 s                                     | 2e            |
| 9  | Bruno Saby          | Jean-François Fauchille | Peugeot 205 Turbo 16 E2 | B      | 3e à 9 min 54 s                                     | 3e            |
| 10 | Giovanni del Zoppo  | Loris Roggia            | Fiat Uno Turbo          | A      | ab. dans la 1re spéciale (roue arrachée)            | -             |
| 11 | Mikael Ericsson     | Claes Billstam          | Lancia Delta S4         | B      | ab. dans la 18e spéciale (différentiel)             | -             |
| 12 | Iórgis Moschous     | Dimitris Vazakas        | Nissan 240RS            | B      | 8e à 1 h 08 min 33 s                                | 6e            |
| 14 | Jean-Claude Andruet | Annick Peuvergne        | Citroën BX 4TC          | B      | ab. dans la 3e spéciale (roue cassée)               | -             |
| 15 | Saeed Al-Hajri      | John Spiller            | Porsche 911 SC RS       | B      | 4e à 51 min 10 s                                    | 4e            |
| 16 | Stratissino         | Kóstas Fertakis         | Nissan 240RS            | B      | 5e à 1 h 00 min 50 s                                | 5e            |
| 17 | Philippe Wambergue  | Jean-Bernard Vieu       | Citroën BX 4TC          | B      | ab. après la 1re spéciale (suspension et direction) | -             |
| 18 | «Tchine»            | Gilles Thimonier        | Opel Manta 400          | B      | ab. dans la 6e spéciale (transmission)              | -             |
| 19 | Maurice Chomat      | Didier Breton           | Citroën BX 4TC          | B      | ab. après la 1re spéciale (suspension)              | -             |
| 20 | Vahan Terzian       | Yiannakis Theofanous    | Nissan 240RS            | B      | 11e à 1 h 27 min 19 s                               | 7e            |
| 23 | Kenneth Eriksson    | Peter Diekmann          | Volkswagen Golf GTI     | A      | 7e à 1 h 07 min 24 s                                | 2e            |
| 24 | Michele Rayneri     | Carlo Cassina           | Fiat Uno Turbo          | A      | 10e à 1 h 19 min 59 s                               | 4e            |
| 25 | Franz Wittmann      | Matthias Feltz          | Volkswagen Golf GTI     | A      | 9e à 1 h 14 min 21 s                                | 3e            |
| 26 | Alessandro Fiorio   | Luigi Pirollo           | Fiat Uno Turbo          | A      | ab. dans la 35e spéciale (électricité)              | -             |
| 35 | Rudolf Stohl        | Reinhard Kaufmann       | Audi Coupé Quattro      | A      | 6e à 1 h 04 min 43 s                                | 1er           |

## Classements des championnats à l'issue de la course

### Constructeurs
- Attribution des points : 12, 10, 8, 7, 6, 5, 4, 3, 2, 1 respectivement aux dix premières marques de chaque épreuve, additionnés de 8, 7, 6, 5, 4, 3, 2, 1 respectivement aux huit premières de chaque groupe (seule la voiture la mieux classée de chaque constructeur marque des points). Les points de groupe ne sont attribués qu'aux concurrents déclarés officiellement par le constructeur et ayant terminé dans les dix premiers au classement général.
- Seuls les sept meilleurs résultats (sur onze épreuves) sont retenus pour le décompte final des points[2].

| Pos. | Marque     | Points | M-C  | SUE  | POR | SAF  | COR  | ACR  | NZ | ARG | FIN | SAN | RAC |
| ---- | ---------- | ------ | ---- | ---- | --- | ---- | ---- | ---- | -- | --- | --- | --- | --- |
| 1    | Peugeot    | 87     | 10+7 | 12+8 | -   | 6+4  | 12+8 | 12+8 |    |     |     |     |     |
| 2    | Lancia     | 68     | 12+8 | 10+7 | -   | 8+6  | -    | 10+7 |    |     |     |     |     |
| 3    | Volkswagen | 39     | 2+7  | 4+6  | -   | -    | 3+6  | 4+7  |    |     |     |     |     |
| 4    | Audi       | 29     | 8+6  | 7+8  | -   | -    | -    | -    |    |     |     |     |     |
| 5    | Toyota     | 20     | -    | -    | -   | 12+8 | -    | -    |    |     |     |     |     |
| 6    | Ford       | 14     | -    | 8+6  | -   | -    | -    | -    |    |     |     |     |     |
| 6=   | Renault    | 14     | -    | -    | -   | -    | 7+7  | -    |    |     |     |     |     |
| 8    | Subaru     | 13     | -    | -    | -   | 5+8  | -    | -    |    |     |     |     |     |
| 9    | Citroën    | 10     | -    | 5+5  | -   | -    | -    | -    |    |     |     |     |     |

- Note : Saeed Al-Hajri n'ayant pas été déclaré pilote officiel pour le Rallye de l'Acropole, Porsche n'engrange pas les quatorze points correspondant à la quatrième place au classement général (huit points) associée à la quatrième place en groupe B (six points). De même, Audi ne marque pas les treize points correspondant à la sixième place de Stohl au classement général (cinq points) associée à la première place en groupe A (huit points), Nissan ne marque pas les douze points correspondant à la cinquième place de Stratissino au classement général (sept points) associée à la cinquième place en groupe B (cinq points) et Fiat ne marque pas les six points correspondant à la dixième place de Rayneri au classement général (un point) associée à la cinquième place en groupe A (cinq points)[4].

### Pilotes
- Attribution des points : 20, 15, 12, 10, 8, 6, 4, 3, 2, 1 respectivement aux dix premiers de chaque épreuve.
- Seuls les sept meilleurs résultats (sur treize épreuves) sont retenus pour le décompte final des points.

| Pos. | Pilote             | Marque     | Points | M-C | SUE | POR | SAF | COR | ACR | NZ | ARG | FIN | CIV | SAN | RAC | USA |
| ---- | ------------------ | ---------- | ------ | --- | --- | --- | --- | --- | --- | -- | --- | --- | --- | --- | --- | --- |
| 1    | Juha Kankkunen     | Peugeot    | 56     | 8   | 20  | -   | 8   | -   | 20  |    |     |     |     |     |     |     |
| 2    | Bruno Saby         | Peugeot    | 38     | 6   | -   | -   | -   | 20  | 12  |    |     |     |     |     |     |     |
| 3    | Markku Alén        | Lancia     | 27     | -   | 15  | -   | 12  | -   | -   |    |     |     |     |     |     |     |
| 4    | Henri Toivonen     | Lancia     | 20     | 20  | -   | -   | -   | -   | -   |    |     |     |     |     |     |     |
| 4=   | Joaquim Moutinho   | Renault    | 20     | -   | -   | 20  | -   | -   | -   |    |     |     |     |     |     |     |
| 4=   | Björn Waldegård    | Toyota     | 20     | -   | -   | -   | 20  | -   | -   |    |     |     |     |     |     |     |
| 7    | Timo Salonen       | Peugeot    | 15     | 15  | -   | -   | -   | -   | -   |    |     |     |     |     |     |     |
| 7=   | Carlos Bica        | Lancia     | 15     | -   | -   | 15  | -   | -   | -   |    |     |     |     |     |     |     |
| 7=   | Lars-Erik Torph    | Toyota     | 15     | -   | -   | -   | 15  | -   | -   |    |     |     |     |     |     |     |
| 7=   | François Chatriot  | Renault    | 15     | -   | -   | -   | -   | 15  | -   |    |     |     |     |     |     |     |
| 7=   | Massimo Biasion    | Lancia     | 15     | -   | -   | -   | -   | -   | 15  |    |     |     |     |     |     |     |
| 12   | Kenneth Eriksson   | Volkswagen | 13     | 2   | 4   | -   | -   | 3   | 4   |    |     |     |     |     |     |     |
| 13   | Hannu Mikkola      | Audi       | 12     | 12  | -   | -   | -   | -   |     |    |     |     |     |     |     |     |
| 13=  | Kalle Grundel      | Ford       | 12     | -   | 12  | -   | -   | -   | -   |    |     |     |     |     |     |     |
| 13=  | Giovanni del Zoppo | Fiat       | 12     | -   | -   | 12  | -   | -   | -   |    |     |     |     |     |     |     |
| 13=  | Yves Loubet        | Alfa Romeo | 12     | -   | -   | -   | -   | 12  | -   |    |     |     |     |     |     |     |
| 17   | Walter Röhrl       | Audi       | 10     | 10  | -   | -   | -   | -   | -   |    |     |     |     |     |     |     |
| 17=  | Mikael Ericsson    | Audi       | 10     | -   | 10  | -   | -   | -   | -   |    |     |     |     |     |     |     |
| 17=  | Jorge Ortigão      | Toyota     | 10     | -   | -   | 10  | -   | -   | -   |    |     |     |     |     |     |     |
| 17=  | Erwin Weber        | Toyota     | 10     | -   | -   | -   | 10  | -   | -   |    |     |     |     |     |     |     |
| 17=  | Jean Ragnotti      | Renault    | 10     | -   | -   | -   | -   | 10  | -   |    |     |     |     |     |     |     |
| 17=  | Saeed Al-Hajri     | Porsche    | 10     | -   | -   | -   | -   | -   | 10  |    |     |     |     |     |     |     |